# Acanomyphoria
Acanomyphoria is een uitgestorven geslacht van tweekleppigen uit de  familie van de Myophoriidae.

## Soort
- Acanomyphoria tuberosa Guo Fu-xiang, 1985 †